# صلصجة

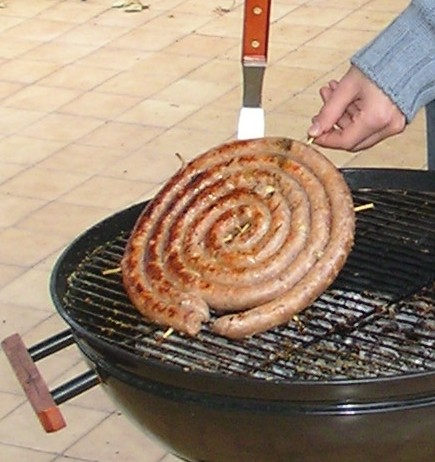
صلصجة صِقِلِّيِّة

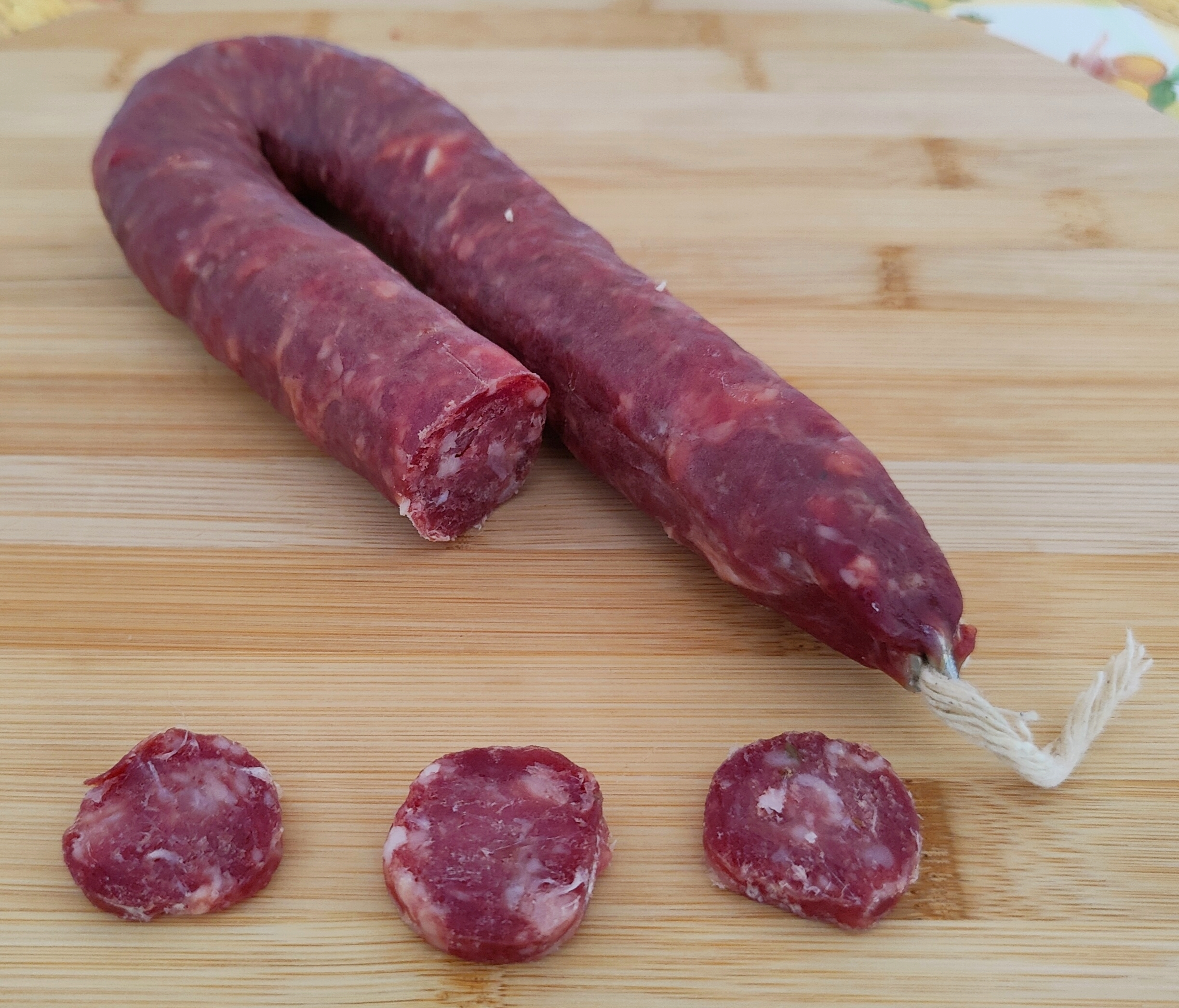

الصَّلْصِجَّة (بالإيطالية: Salsiccia) هي نقانق إيطالية نيئة خشنة الفَرْم. يغلب أن تُشبه السجق المشوي الألماني الخشن في البنية والمذاق. تُصنع حسب المنطقة من أنواع مختلفة من اللحوم وتُتبل بالأعشاب والتوابل (خاصة الفلفل الأسود المطحون حديثًا) والمُطعمات. النوع الأكثر شيوعًا يتكون من لحم الخنزير فقط.

## الأنواع
تُحَضَّر أنواعها وفقًا لوصفات مختلفة في كل منطقة. تُضاف في أبرتسة الكبد والعسل، أما في مَركي فتُحضَّر من لحم الخنزير البري. وفي سردينية تهيمن صلصجة لحم الخنزير. لدى وزارة الزراعة والأغذية والغابات الإيطالية قائمة بالمواد الغذائية المعترف بها أنها نموذجية.